# Värmdö HC
Värmdö Hockey Club (Värmdö HC) är en ishockeyförening från Värmdö i Uppland. Föreningen bildades år 1975 genom sammanslagning av ishockeysektionerna i Gustavsbergs IF och Värmdö IF med dåvarande namnet Gustavsberg/Värmdö (förkortat GV 75). Värmdö HC är en av Stockholms största ishockeyföreningar med lag i alla åldrar för både män och kvinnor.

## Säsonger
Under 2000-talet spelade föreningen tidvis i Division 1. Nedan en sammanställning över resultaten. 
| Säsong                              | Division           | Placering | Vårserie                  | Playoff/Kval                  |
| ----------------------------------- | ------------------ | --------- | ------------------------- | ----------------------------- |
| 2002/2003                           | Division 1 Östra B | 6         | 4:a i fortsättningsserien | 2:a i kvalserien              |
| 2003/2004                           | Division 1 Östra   | 7         |                           |                               |
| 2004/2005                           | Division 1 Södra   | 8         |                           |                               |
| 2005/2006                           | Division 1D        |           |                           | 3:a i kvalserien, nerflyttade |
| 2006–2011 spelade man i Division 2. |                    |           |                           |                               |
| 2011/2012                           | Division 1D        | 7         | 5:a i fortsättningsserien | 4:a i kvalserien, nerflyttade |
| 2012–2014 spelade man i Division 2. |                    |           |                           |                               |
| 2014/2015                           | Hockeyettan Östra  | 12        | 7:a i vårserien           | 3:a i kvalserien, nerflyttade |